# Ralf Hauptmann
Ralf Hauptmann (Eberswalde, 20 settembre 1968) è un ex calciatore tedesco orientale dal 1990 tedesco, di ruolo centrocampista.

## Biografia
È il padre del calciatore Niklas Hauptmann.

## Statistiche

### Cronologia presenze e reti in Nazionale
| Cronologia completa delle presenze e delle reti in nazionale ― Germania Est | Cronologia completa delle presenze e delle reti in nazionale ― Germania Est | Cronologia completa delle presenze e delle reti in nazionale ― Germania Est | Cronologia completa delle presenze e delle reti in nazionale ― Germania Est | Cronologia completa delle presenze e delle reti in nazionale ― Germania Est | Cronologia completa delle presenze e delle reti in nazionale ― Germania Est | Cronologia completa delle presenze e delle reti in nazionale ― Germania Est | Cronologia completa delle presenze e delle reti in nazionale ― Germania Est |
| Data                                                                        | Città                                                                       | In casa                                                                     | Risultato                                                                   | Ospiti                                                                      | Competizione                                                                | Reti                                                                        | Note                                                                        |
| --------------------------------------------------------------------------- | --------------------------------------------------------------------------- | --------------------------------------------------------------------------- | --------------------------------------------------------------------------- | --------------------------------------------------------------------------- | --------------------------------------------------------------------------- | --------------------------------------------------------------------------- | --------------------------------------------------------------------------- |
| 22/03/1989                                                                  | Dresda                                                                      | Germania Est                                                                | 1 – 1                                                                       | Finlandia                                                                   | Amichevole                                                                  | -                                                                           | 75’                                                                         |
| 12/04/1989                                                                  | Magdeburgo                                                                  | Germania Est                                                                | 0 – 2                                                                       | Turchia                                                                     | Qual. Mondiali 1990                                                         | -                                                                           |                                                                             |
| 26/04/1989                                                                  | Kiev                                                                        | Unione Sovietica                                                            | 3 – 0                                                                       | Germania Est                                                                | Qual. Mondiali 1990                                                         | -                                                                           | 73’                                                                         |
| 17/05/1990                                                                  | Rio de Janeiro                                                              | Brasile                                                                     | 3 – 3                                                                       | Germania Est                                                                | Amichevole                                                                  | -                                                                           | 63’                                                                         |
| Totale                                                                      |                                                                             | Presenze                                                                    | 4                                                                           |                                                                             | Reti                                                                        | 0                                                                           |                                                                             |